# Accelerationen
Accelerationen ist ein Walzer von Johann Strauss (Sohn) (op. 234). Das Werk wurde am 14. Februar 1860 im Sofienbad-Saal in Wien erstmals aufgeführt.